# Montvendre
Montvendre – miejscowość i gmina we Francji, w regionie Owernia-Rodan-Alpy, w departamencie Drôme.
Według danych na rok 1990 gminę zamieszkiwały 743 osoby, a gęstość zaludnienia wynosiła 43 osoby/km² (wśród 2880 gmin regionu Rodan-Alpy Montvendre plasuje się na 949. miejscu pod względem liczby ludności, natomiast pod względem powierzchni na miejscu 636.).

## Galeria

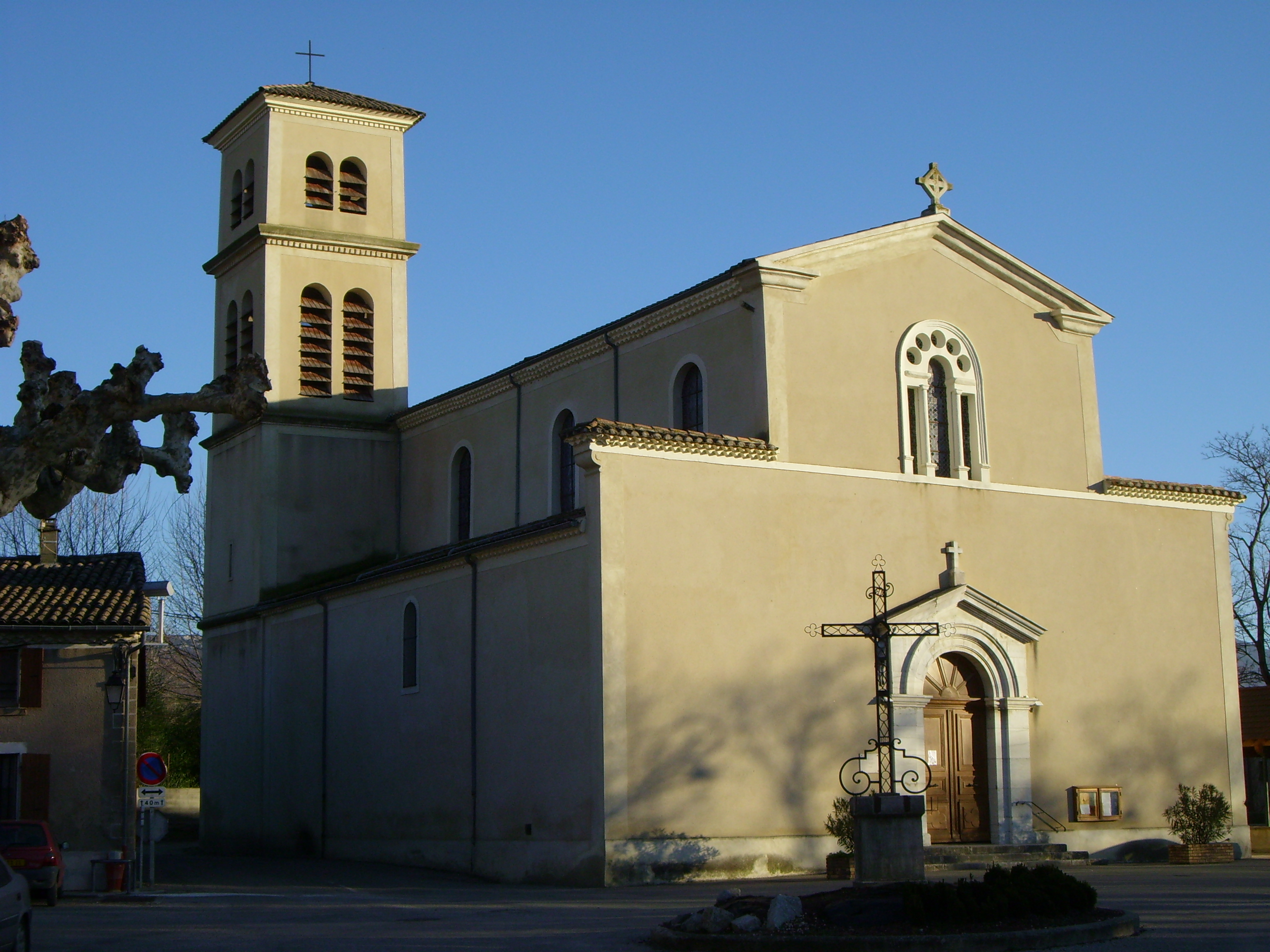
Kościół św. Błażeja w Montvendre, 2008
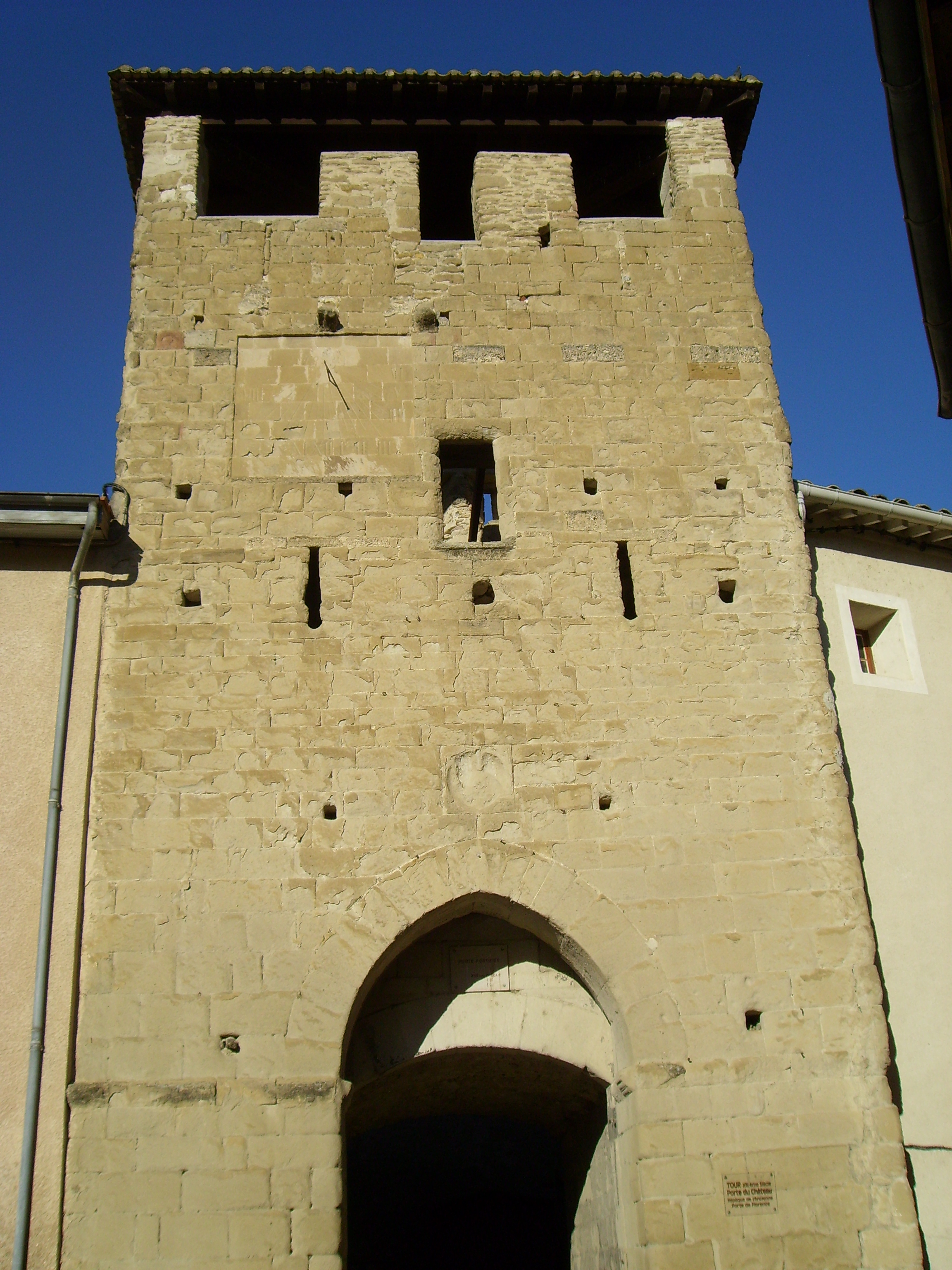
Brama w Montvendre, 2008
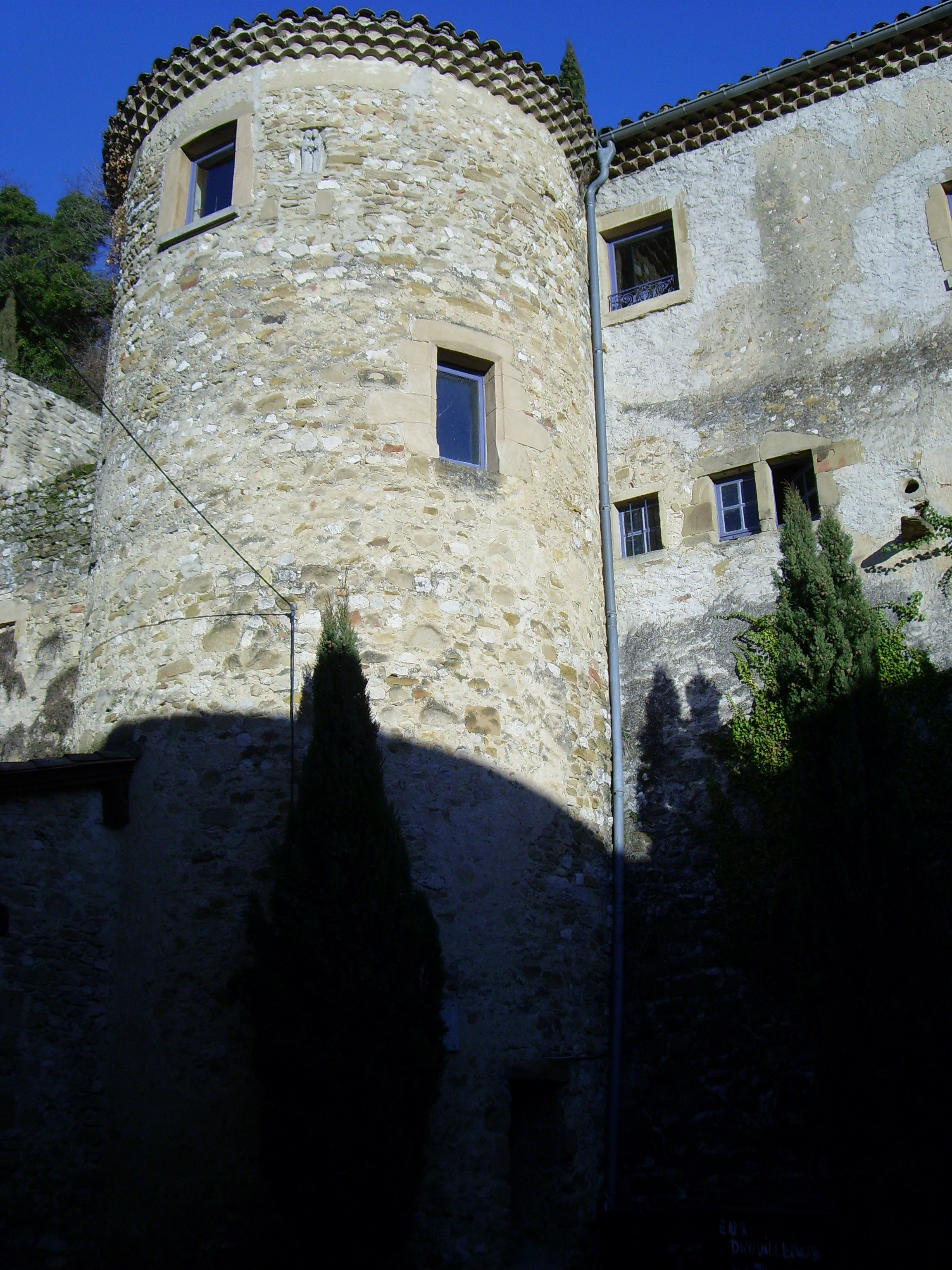
Zamek biskupów Walencji w Montvendre, 2008